# چارلز هابرکورن
چارلز هابرکورن (انگلیسی: Charles Haberkorn; ۱۶ نوامبر ۱۸۸۰ – ۱ ژانویهٔ ۱۹۶۶) کشتی‌گیر اهل ایالات متحده آمریکا بود.